# جيم سميث (لاعب كريكت)
جيم سميث (26 يونيو 1940 في نيوزيلندا - ) (بالإنجليزية: Jim Smith)‏ هو لاعب كريكت نيوزلندي. لعب مع Northern Districts men's cricket team ‏.

## وصلات خارجية
- جيم سميث على موقع إي آس بي آن كريك إنفو (الإنجليزية)